# اولميدو
اولميدو، (بالإنجليزية: Olmedo)‏، (سردينيا: S 'Ulumedu)، هي بلدية في مقاطعة ساساري، في منطقة سردينيا الإيطالية، وتقع على بعد حوالي 170 كيلومترا (110 ميل) شمال غرب كالياري، وحوالي 15 كيلومترا (9 ميل) جنوب غرب ساساري. اعتبارا من 31 ديسمبر 2004، كان عدد سكانها 3041 ومساحة 33.7 كيلومتر مربع (13.0 ميل مربع).

## السكان
في سنة 1861 بلغ عدد السكان 425 نسمة، وتطور العدد ليصل في سنة 2011 لـ 4٬001 نسمة.
يظهر هذا المخطط البياني تطور النمو السكاني لـ اولميدو